# Toward Independence
Toward Independence é um filme-documentário em curta-metragem estadunidense de 1948, produzido pela United States Army. Venceu o Oscar de melhor documentário de curta-metragem na edição de 1949.